# Морское сражение за Гуадалканал
Морское сражение за Гуадалканал (англ. Naval Battle of Guadalcanal), иногда называемая Битва в пятницу, 13, или, в японских источниках, как Третья битва в Соломоновом море (яп. 第三次ソロモン海戦 Дайсандзи Соромон кайсэн), имела место 12—15 ноября 1942 года, и была решающей битвой в серии морских сражений между союзниками и военными силами Японской империи в многомесячной Гуадалканальской кампании у Соломоновых островов. Битва длилась четыре дня и состояла из серии воздушных и морских боёв, происходивших, в основном, около острова Гуадалканал, и была непосредственно связана с попыткой Японии усилить присутствие своих сухопутных сил на острове. В сражении погибли два адмирала ВМС США.
Силы союзников, в основном США, высадились на Гуадалканале 7 августа 1942 года и захватили аэродром, позднее названный Хендерсон-Филд, строившийся японскими военными. Несколько последующих попыток японской армии и флота отбить аэродром, включая переброску подкреплений на Гуадалканал транспортами, оказались безуспешными. В начале ноября 1942 года японцы собрали конвой для перевозки 7000 солдат и военной техники на Гуадалканал, чтобы ещё раз попытаться вернуть аэродром. Нескольким японским военным кораблям была поставлена задача бомбардировки Хендерсон-Филд с целью уничтожения авиации союзников, которая представляла угрозу конвою. Изучив тактику японских военных, американские военные использовали авиацию и флот для противодействия планам японского командования.
В двух сложнейших ночных сражениях оба противника потеряли много кораблей. Союзники сорвали попытку бомбардировки аэродрома японскими линкорами. Так, в результате дневных воздушных атак, авиация США потопила и повредила много японских военных и транспортных кораблей. Итогом этих боёв стало то, что США успешно отбили последнюю попытку Японии изгнать союзные войска с Гуадалканала и близлежащего острова Тулаги. Итог битвы — значимая стратегическая победа США и союзников.

## Военно-оперативная ситуация
Японские войска оккупировали Тулаги в мае 1942 года, а в июне начали строительство аэродрома на острове Гуадалканал. 7 августа 1942 года войска союзников (в основном США) высадились на островах Гуадалканал, Тулаги и Флоридских островах. Высадка Союзников была осуществлена с целью помешать Японии использовать острова как военные базы для угрозы путям снабжения между США и Австралией. К тому же она планировалась как отправная точка в кампании с конечной целью изоляции основной японской базы в Рабауле. Операция также оказала поддержку союзников в кампаниях на Новой Гвинее и Новой Британии. Высадка положила начало шестимесячной кампании на Гуадалканале.
Вечером в сумерках 8 августа 11 тысяч солдат союзников захватили Тулаги, соседние острова и строящийся японский аэродром на мысе Лунга, принадлежащем острову Гуадалканал (позднее аэродром переименовали в Хендерсон-Филд). Авиационное соединение Союзников, которое стало базироваться на аэродроме Хендерсон, получило название «Cactus Air Force» (CAF) по кодовому имени союзников для Гуадалканала. Для защиты аэродрома морская пехота США организовала защиту периметра вокруг мыса Лунга. Дополнительные подкрепления в последующие два месяца увеличили численность американского гарнизона на мысе до более 20 тысяч человек.
В ответ Генеральный штаб Вооружённых сил Японии отправил подразделения японской 17-й армии, корпус, базировавшийся в Рабауле, под командованием генерал-лейтенанта Харукити Хякутакэ, с приказом вернуть контроль над Гуадалканалом. Подразделения японской 17-й армии начали прибывать на Гуадалканал 19 августа.
Из-за угрозы со стороны авиации CAF, базировавшейся на Хендерсон-Филд, японцы не могли использовать крупные медленные транспортные суда для доставки солдат и вооружения на остров. Вместо этого они были вынуждены использовать военные корабли, базировавшиеся в Рабауле и Шортлендских островах. Военные корабли 8-го флота Японии, главным образом легкие крейсеры и эскадренные миноносцы, под командованием вице-адмирала Гунъити Микавы, обычно успевали сделать рейс через пролив Слот к Гуадалканалу и обратно за одну ночь, таким образом минимизируя угрозы воздушных атак. Однако у такого способа транспортировки имелся крупный недостаток — таким образом было возможно доставлять только солдат без тяжёлого вооружения и припасов, в том числе без тяжелой артиллерии, автомобилей, достаточных запасов пищи. При этом доставлялось только то, что солдаты могли унести на себе. Эта скоростная доставка военными кораблями имела место в течение всей кампании на Гуадалканале и получила название «Токийский экспресс» у союзников и «Крысиная транспортировка» у японцев.

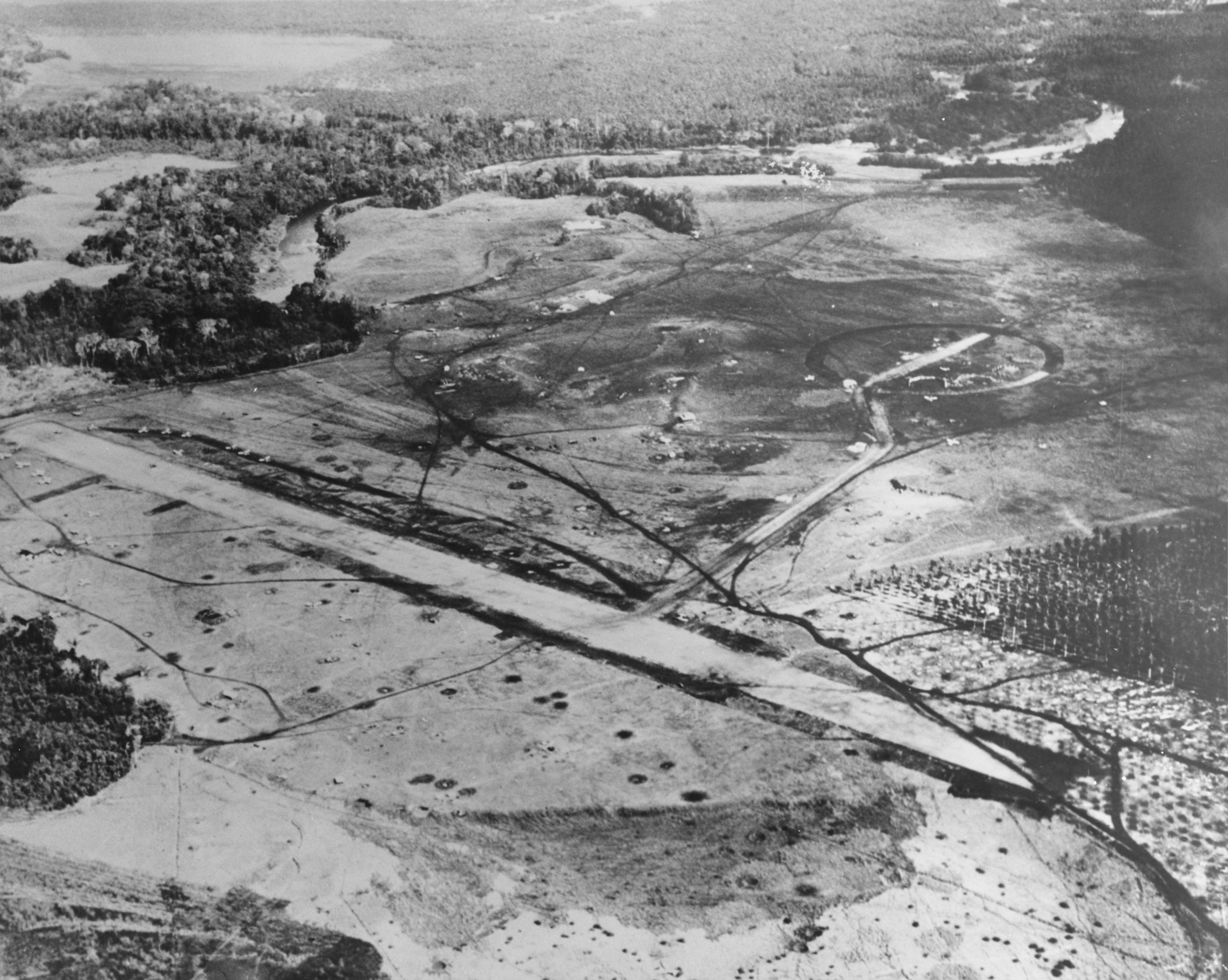
Вид с высоты птичьего полёта на Хендерсон-Филд, конец августа 1942 года. Видно территорию к северу от реки Лунга и мыс Лунга в верхней части фотографии.

Первая попытка японцев отбить Хендерсон-Филд потерпела неудачу, когда подразделению численностью 917 человек было нанесено поражение 21 августа в сражении у реки Тенару. Следующая попытка имела место 12—14 сентября, закончившись поражением 6 тысяч солдат под командованием генерал-майора Киётакэ Кавагути в сражении у хребта Эдсона.
В октябре японцы предприняли новые попытки захватить Хендерсон-Филд, доставив на остров ещё 15 тысяч солдат, главным образом из 2-й пехотной дивизии. Кроме доставки солдат и их снаряжения рейсами Токийского экспресса, японцы также успешно провели один большой конвой более медленных транспортных судов. Проход транспортного конвоя стал возможен после ночного обстрела Хендерсон-Филд двумя линкорами 14 октября, в результате чего были сильно повреждены взлётно-посадочные полосы аэродрома, уничтожена половина авиации CAF и сожжена большая часть авиационного топлива. Несмотря на причинённый ущерб, персонал базы Хендерсон смог восстановить две взлётно-посадочных полосы, чтобы обслуживать и принимать самолёты, поступающие на замену и новое топливо, в течение следующих нескольких недель постепенно восстанавливая CAF до численности до бомбардировки.
Следующую попытку захватить Хендерсон-Филд японские войска произвели 20—26 октября, она завершилась поражением с тяжёлыми потерями в сражении за Хендерсон-Филд. В то же самое время адмирал Исороку Ямамото (командующий Объединённого флота) нанёс тактическое поражение флоту Союзников в бою у островов Санта-Крус, отбросив его далеко от архипелага. Японские авианосцы, однако, также были вынуждены отступить из-за потерь в палубной авиации и экипажах самолётов. После этого корабли Ямамото вернулись на их основные базы на острова Трук в Микронезии, где была штаб-квартира Ямамото, и Рабаул. Три авианосца вернулись в Японию на ремонт и пополнение палубной авиации.
Японская армия запланировала следующую наступательную операцию на Гуадалканале на ноябрь 1942 года, но для этого необходимо было заранее подвезти подкрепления. Армия обратилась к Ямамото за помощью в транспортировке подкреплений и поддержкой запланированного наступления на позиции Союзников у Хендерсон-Филд. Для транспортировки подкреплений Ямамото выделил 11 больших транспортных судов, которые должны были перевезти 7000 солдат 38-й пехотной дивизии, тяжёлое вооружение, боеприпасы и продовольствие из Рабаула на Гуадалканал. Кроме того, он отправил эскадру, включающую два линкора, из Трука 9 ноября. Два линкора, «Хиэй» и «Кирисима», получили осколочные снаряды для бомбардировки Хендерсон-Филд в ночь с 12 по 13 ноября с задачей уничтожить авиацию Союзников и дать возможность большим медленным транспортам достичь Гуадалканала и безопасно выгрузиться на следующий день. Флагманом ударной эскадры флота стал Хиэй под командованием только что повышенного до вице-адмирала Хироаки Абэ.

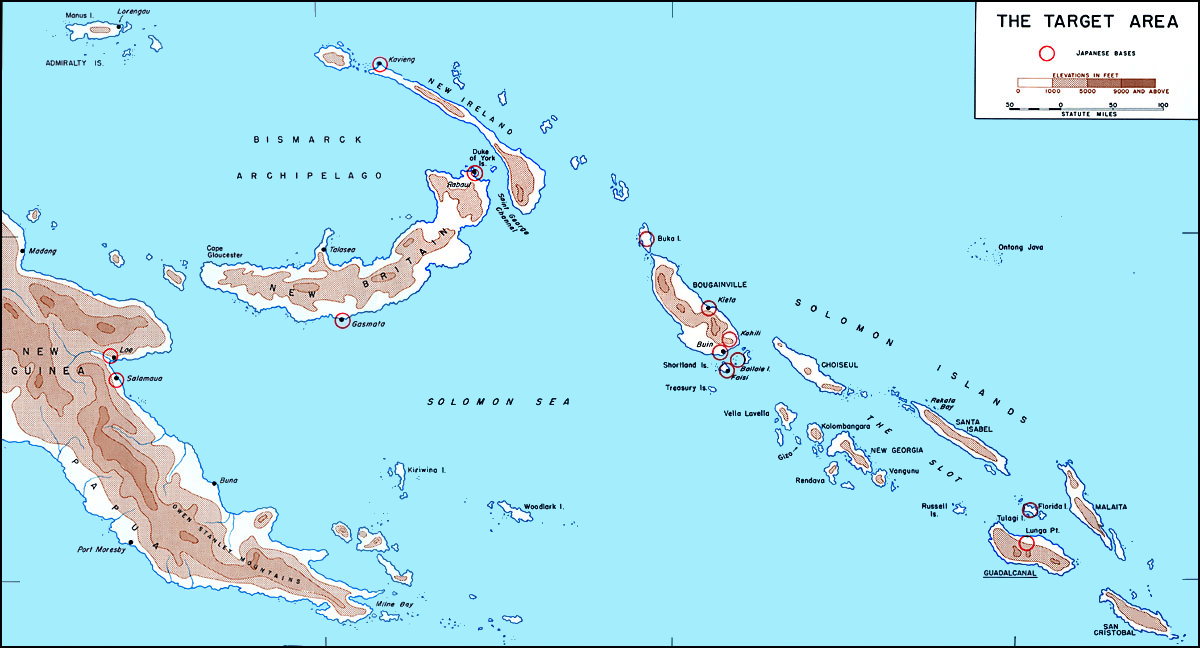
Соломоновы острова. Пролив Слот (Нью-Джорджия) проходит между островами, от Бугенвиля и Шортлендских островов (в центре) до Гуадалканала (внизу справа).

В связи с постоянной угрозой со стороны японской авиации и военных кораблей Союзники испытывали значительные трудности в снабжении войск на Гуадалканале, которое часто приходилось осуществлять под огнём японских сухопутных и морских сил. В начале ноября 1942 года военная разведка Союзников получила сведения о том, что японцы планируют очередное наступление на Хендерсон-Филд. Для противодействия планам японцев флот США 11 ноября выслал Task Force 67, конвой с большим войсковым подкреплением и снабжением, разделенный на две группы под командованием контр-адмирала Ричмонда К. Тёрнера, на Гуадалканал. Суда снабжения охраняли две ударные группы под командованием контр-адмиралов Дэниела Д. Каллагана и Нормана Скотта и самолёты с аэродрома Хендерсон-Филд. Транспортные суда несколько раз были атакованы 11 и 12 ноября возле Гуадалканала японской авиацией, базировавшейся в Буин, Бугенвиль, но по большей части выгрузка прошла без серьёзных потерь. Двенадцать японских самолётов были расстреляны зенитной артиллерией кораблей или истребителями с Хендерсон-Филд.

## Состав сил

### Япония
Объединённый флот (адмирал Ямамото)
- 2-й флот — Передовое соединение (вице-адмирал Кондо)
  - Главные силы
    - 4-я дивизия крейсеров (вице-адмирал Кондо)
      - тяжёлый крейсер «Атаго»
      - тяжёлый крейсер «Такао»

    - 3-я эскадра эсминцев (контр-адмирал Хасимото)
      - лёгкий крейсер «Сэндай»
      - 19-й дивизион эсминцев
        - эсминец «Уранами»
        - эсминец «Сикинами»
        - эсминец «Аянами»

  - Авианосная группа
    - 3-я дивизия линейных кораблей (вице-адмирал Курита)
      - линейный корабль «Конго»
      - линейный корабль «Харуна»

    - 2-я дивизия авианосцев (контр-адмирал Какута)
      - авианосец «Дзюнъё» — (27 А6МЗ, 12 D3A2, 9 B5N2)

    - 8-я дивизия крейсеров (контр-адмирал Хара)
      - тяжёлый крейсер «Тонэ»

    - 11-й дивизион эсминцев
      - эсминец «Сираюки»
      - эсминец «Хацуюки»

  - "Добровольные " ударные силы (вице-адмирал Абэ)
    - 11-я дивизия линейных кораблей (вице-адмирал Абэ)
      - линейный корабль «Хиэй»
      - линейный корабль «Кирисима»

    - 10-я эскадра эсминцев (контр-адмирал Кимура)
      - лёгкий крейсер «Нагара»
      - 6-й дивизион эсминцев
        - эсминец «Акацуки»
        - эсминец «Инадзума»
        - эсминец «Икадзути»

      - 16-й дивизион эсминцев
        - эсминец «Амацукадзэ»
        - эсминец «Юкикадзэ»

      - 61-й дивизион эсминцев
        - эсминец «Тэрудзуки»

    - 4-я эскадра эсминцев (контр-адмирал Такама)
      - эсминец «Асагумо»
      - 2-й дивизион эсминцев
        - эсминец «Мурасамэ»
        - эсминец «Самидарэ»
        - эсминец «Юдати»
        - эсминец «Харусамэ»

      - 27-й дивизион эсминцев
        - эсминец «Сигурэ»
        - эсминец «Сирацую»
        - эсминец «Югурэ»
- Подводные силы (командующий 6-м флотом вице-адмирал Комацу)
  - Линия «А»
    - подводная лодка «I 16»
    - подводная лодка «I 20»
    - подводная лодка «I 24»

  - Линия «D»
    - подводная лодка «I 122»
    - подводная лодка «I 172»
    - подводная лодка «I 175»
    - подводная лодка «RO 34»

  - Линия «?»
    - подводная лодка «I 15»
    - подводная лодка «I 17»
    - подводная лодка «I 28»
    - подводная лодка «I 26»

  - разведывательные ПЛ:
    - подводная лодка «I 7»- район Ваникоро (о-ва Санта-Крус)
    - подводная лодка «I 9»- район Эспириту-Санто
    - подводная лодка «I 21»- район Нумеа (о. Новая Каледония)
    - подводная лодка «I 31»- район Сува (Фиджи)
- Силы Юго-Восточного района (вице-адмирал Микава)
  - 8-й флот (вице-адмирал Микава)
    - Главные силы (вице-адмирал Микава)
      - тяжёлый крейсер «Тёкай»
      - тяжёлый крейсер «Кинугаса»
      - лёгкий крейсер «Исудзу»
      - 8-й дивизион эсминцев
        - эсминец «Арасио»
        - эсминец «Асасио»

    - Силы обстрела (контр-адмирал Нисимура)
      - 7-я дивизия крейсеров
        - тяжёлый крейсер «Судзуя»

      - 4-я дивизия крейсеров
        - тяжёлый крейсер «Мая»

      - 18-я дивизия крейсеров
        - лёгкий крейсер «Тэнрю»

      - 10-й дивизион эсминцев
        - эсминец «Макигумо»
        - эсминец «Югумо»
        - эсминец «Кадзагумо»
        - эсминец «Митисио»

    - Группа перевозки подкреплений (контр-адмирал Танака)
      - 2-я эскадра эсминцев (контр-адмирал Танака)
        - эсминец «Хаясио»
        - 15-й дивизион эсминцев
          - эсминец «Оясио»
          - эсминец «Кагэро»

        - 24-й дивизион эсминцев
          - эсминец «Умикадзэ»
          - эсминец «Кавакадзэ»
          - эсминец «Судзукадзэ»

        - 31-й дивизион эсминцев
          - эсминец «Таканами»
          - эсминец «Макинами»
          - эсминец «Наганами»

        - 30-й дивизион эсминцев
          - эсминец «Мотидзуки»
          - эсминец «Амагири»

      - транспорты
        - транспорт «Аризона-Мару»
        - транспорт «Брисбен-Мару»
        - транспорт «Синаногава-Мару»
        - транспорт «Садо-Мару»
        - транспорт «Кинугава-Мару»
        - транспорт «Нагара-Мару»
        - транспорт «Нако-Мару»
        - транспорт «Канберра-Мару»
        - транспорт «Хирокава-Мару»
        - транспорт «Ямаура-Мару»
        - транспорт «Ямацуки-Мару»

### США
В морском сражении за Гуадалканал в период с 12 по 15 ноября в той или иной степени приняли участие корабли из состава двух крейсерских групп ОГ-67.4 и ОГ-62.4, авианосного соединения ОС-16 во главе с авианосцем «Энтерпрайз», линкорного ОС-64 и действовавших в этом районе подводных лодок. Всего эти соединения насчитывали 1 авианосец, 2 линкора, 4 тяжёлых и 4 лёгких крейсера, 21 эсминец и 24 подводных лодки.
Из состава авианосного соединения в сражении принимали участие только самолёты авианосца «Энтерпрайз». Из состава крейсерских групп часть кораблей была включена в соединение «Энтерпрайза» (в таблице отмечены буквой Э, в их число включены «Гвин» и «Престон», присоединившиеся к линкорному соединению) и три эсминца (в таблице отмечены буквой Т — это поврежденный 12 ноября «Бьюкенен» а также «Шоу» и «МакКалла») ушли 12 ноября с транспортами в Эспириту-Санто. Поэтому в первом ночном морском бое приняли участие только 2 тяжёлых, 3 лёгких крейсера и 8 эсминцев (отмечены цифрой 1). Во втором ночном бое приняли участие 2 линкора и 4 эсминца (отмечены цифрой 2).
67-е Оперативное соединение (англ. Task Force 67, контр-адмирал Ричмонд Тэрнер)
- Оперативная группа 67.1 (англ. Task Group 67.1, кэптен Киленд)
  - транспорт «Маккаули»
  - транспорт «Kpemewn Сити»
  - транспорт «Президент Адамс»
  - транспорт «Президент Джексон»
- Оперативная группа 67.4 (англ. Task Group 67.4, контр-адмирал Дэниел Каллаган †)
  - тяжёлый крейсер CA-38 «Сан-Франциско»(1) типа «Нью-Орлеан» (кэптен Янг†)
  - 4-я дивизия крейсеров (контр-адмирал Мэлон Тисдейл)
    - тяжёлый крейсер CA-24 «Пенсакола»(Э) типа «Пенсакола», флагман Мэлона Тисдейла (кэптен Лоув)
    - тяжёлый крейсер CA-33 «Портленд»(1) типа «Портленд» (кэптен Дюбуа)
    - лёгкий крейсер CL-50 «Хелена»(1) типа «Бруклин» (кэптен Гувер)
    - лёгкий крейсер CL-52 «Джуно» †(1) типа «Атланта» (кэптен Свенсон †)

  - 10-й дивизион эсминцев
    - эсминец DD-376 «Кашинг» †(1) типа «Мэхэн» (лейтенант-командер Паркер)
    - эсминец DD-379 «Престон»(Э,2) типа «Мэхэн» † (лейтенант-командер Стормс †)
    - эсминец DD-373 «Шоу»(Т) типа «Мэхэн» (коммандер Джонс)

  - 22-й дивизион эсминцев
    - эсминец DD-436 «Монсен»(1) типа «Гливс» (лейтенант-коммандер Маккомбс)
    - эсминец DD-433 «Гвин»(Э,2) типа «Гливс» (лейтенант-коммандер Феллоуз)

  - 12-й дивизион эсминцев
    - эсминец DD-484 «Бьюкенен»(Т) типа «Гливс» (коммандер Уилсон)
    - эсминец DD-459 «Лэффи»†(1) типа «Бенсон» (лейтенант-коммандер Хэнк)
    - эсминец DD-407 «Стерет»(1) типа «Бенхэм» (коммандер Коуард)

  - из состава других дивизионов
    - эсминец DD-450 «О’Бэннон»(1) типа «Флетчер» (коммандер Уилкинсон)
    - эсминец DD-599 «Бартон» † (1) типа «Бенсон» (лейтенант-коммандер Фокс †)
- Оперативная группа 62.4 (англ. Task Group 62.4) (контр-адмирал Скотт†)
  - лёгкий крейсер CL-51 «Атланта» † (1) типа «Атланта», флагман контр-адмирала Скотта (кэптен Дженкинс)
  - 12-я эскадра эсминцев
    - эсминец DD-483 «Аарон Уорд» (1) типа «Гливс» (коммандер Грегор)
    - эсминец DD-445 «Флетчер»(1) типа «Флетчер» (коммандер Коул)
    - эсминец DD-487 «Ларднер» типа «Гливс» (коммандер Свитцер)
    - эсминец DD-488 «Макколла» (Т) типа «Гливс» (лейтенант-коммандер Купер)

  - транспорты
    - «Бетельгейзе»
    - «Дибра»
    - «Зейлин»

16-е Оперативное соединение (англ. Task Force 16)(контр-адмирал Томас Кинкейд)
- авианосец CV-6 «Энтерпрайз» типа «Йорктаун», флагман контр-адмирала Томаса Кинкейда, (кэптен Гэйнс)
  - 5-я дивизия крейсеров (контр-адмирал Говард К. Гуд)
    - тяжёлый крейсер CA-26 «Нортхэмптон» типа «Нортхэмптон» (кэптен Киттс)
    - лёгкий крейсер CL-53 «Сан-Диего» типа «Атланта» (коммандер Перри)

  - 2-я эскадра эсминцев (кэптен Холкомб)
    - 3-й дивизион эсминцев
      - эсминец DD-411 «Андерсон» типа «Симс» (лейтенант-коммандер Гатри)
      - эсминец DD-361 «Кларк» типа «Портер» (лейтенант-коммандер Мартин)
      - эсминец DD-410 «Хьюз» типа «Симс» (коммандер Рэмси)

    - 4-й дивизион эсминцев
      - эсминец DD-417 «Моррис» типа «Симс» (лейтенант-коммандер Бойер)
      - эсминец DD-413 «Мастин» типа «Симс» (коммандер Петерсен)
      - эсминец DD-414 «Рассел» типа «Симс»

64-е Оперативное соединение (англ. Task Force 64) (контр-адмирал Уиллис Ли)
- линейный корабль BB-56 «Вашингтон» (2) типа «Северная Каролина», флагман контр-адмирала Ли (кэптен Дэвис)
- линейный корабль BB-57 «Саут Дакота» (2) типа «Саут Дакота» (кэптен Гэтч)
- эсминец «Бенхэм» † (2) типа «Бенхэм» (лейтенант-коммандер Тэйлор)
- эсминец «Уок» † (2) типа «Симс» (лейтенант-коммандер Фрэзер †)

ПЛ Тихоокеанского флота США в районе Соломоновых о-вов
- 24 ПЛ различных типов

авианосец «Энтерпрайз»
- АG 10 (кдр Гейнс)
  - VF-10 (38 F4F4)
  - VS-10 (16 SBD-3)
  - VB-10 (15 SBD-3)
  - VT-10 (9 TBF-1)

TF 63 (к-адм. Фитч)
- ВВС «Кактус» (Хендерсон-Филд и аэродром «Файтер-Стрип»)
  - Истребители
    - 27 F4F4
    - 1 F4F7
    - 18 Р-38
    - 1 Р-400
    - 1 Р-39,

  - бомбардировщики
    - 37 SBD-2 и SBD-3
    - 9 TBF-1

## Первый морской бой у Гуадалканала, 13 ноября

### Предшествующие события
Корабли Абэ прошли 70 миль (130 км) к северу от пролива Индиспенсибл и продолжили движение по направлению к Гуадалканалу 12 ноября, с расчётом, чтобы ударная группа прибыла к цели рано утром 13 ноября. Конвой более медленных транспортных судов и 12 эскадренных миноносцев эскорта под командованием Райдзо Танаки начал своё движение на юго-восток по проливу Слот (Нью-Джорджия) от Шортлендских островов с расчетным временем прибытия к Гуадалканалу ночью 13 ноября. Кроме двух линкоров ударная группа Абэ включала лёгкий крейсер Нагара и 11 эскадренных миноносцев: Самидарэ, Мурасамэ, Асагумо, Тэрудзуки, Амацукадзэ, Юкикадзэ, Икадзути, Инадзума, Акацуки, Харусамэ и Юдати. Ещё три миноносца (Сигурэ, Сирацую и Югурэ) должны были прикрывать тылы у островов Расселл в то время, как эскадра Абэ войдёт в пролив Силарк к северу от Гуадалканала. Американские разведывательные самолёты обнаружили японские корабли и передали предупреждение командованию Союзников. Получив предупреждение, Тёрнер отправил все пригодные корабли для защиты солдат на берегу от ожидаемой атаки японцев с моря и высадки десанта и приказал всем судам снабжения покинуть воды Гуадалканала ранним вечером 12 ноября. Каллаган был на несколько дней старше более опытного Скотта, и поэтому ему было передано главное командование. Каллаган приготовился к встрече с японской эскадрой ночью в проливе. В его распоряжении были два тяжёлых крейсера Сан-Франциско и Портленд, три лёгких крейсера (Хелена, Атланта и Джуно) и восемь эскадренных миноносцев: Кашинг, Лэффи, Стеретт, О’Баннон, Аарон Вард, Бэртон, Монссен и Флетчер. Флагманом адмирала Каллагана был Сан-Франциско.
Во время движения к Гуадалканалу японская эскадра прошла через мощный дождевой шквал, который, наряду со сложным походным порядком и противоречивыми приказами от Абэ, привел к тому, что корабли разбились на несколько групп. Эскадра Союзников двигалась одной колонной вдоль пролива Силарк, в начале и конце колонны находились миноносцы, а в середине — крейсера. На пяти кораблях были установлены новые радары дальнего обнаружения, однако Каллаган ни один из них не разместил в начале колонны и ни один из них не выбрал флагманом. Каллаган не ознакомил с боевыми планами капитанов кораблей.

### Ход боя

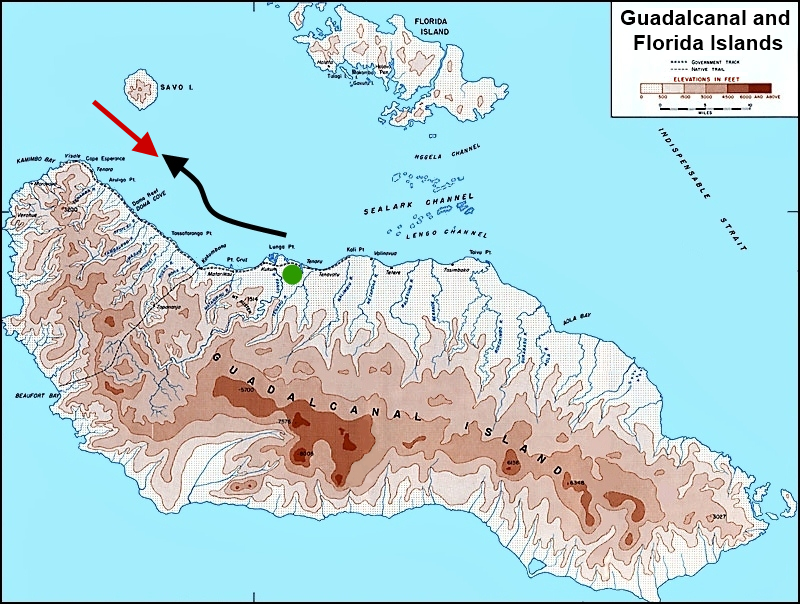
Приблизительный маршрут японских сил Абэ (красная линия) и эскадры США Каллагана (чёрная линия) навстречу друг к другу утром 13 ноября в проливе Силарк между островом Саво, мысом Эсперанс и мысом Лунга на Гуадалканале. Зелёной областью возле мыса Лунга отмечено расположение аэродрома Хендерсон-Филд.

Около 01:25 13 ноября в полной темноте из-за плохих погодных условий и новолуния японские корабли вошли в пролив между островом Саво и Гуадалканалом и приготовились к бомбардировке Хендерсон-Филд. Несколько американских кораблей обнаружили японские корабли радаром около 01:24, но радиосвязь с флагманским кораблем Каллагана была плохой, а процедуры радиообмена не были выработаны. Несколькими минутами позже практически одновременно обе эскадры визуально обнаружили друг друга, но и Абэ, и Каллаган промедлили с приказом открыть огонь. Абэ, очевидно, удивила близость американских кораблей и он не мог решить, должен ли он немедленно отойти, чтобы дать время его линейным кораблям перезарядить пушки с осколочных боеприпасов на бронебойные, или продолжать двигаться вперед. Он решил продолжить движение вперед. Каллаган попытался применить тактику «пересечения Т» японской эскадры, как это сделал Скотт в бою у мыса Эсперанс, но из-за противоречивой неполной информации, которую он получал, и того, что японский ордер рассеялся и состоял из нескольких групп, он отдал несколько противоречащих друг другу приказов о движении кораблей. Американский ордер стал распадаться, что задержало приказ Каллагана начать огонь, так как он впервые попытался выяснить и выровнять расположения своих кораблей. Тем временем обе стороны начали контакт друг с другом, так как на отдельных кораблях капитаны обеих сторон ждали приказа открыть огонь.

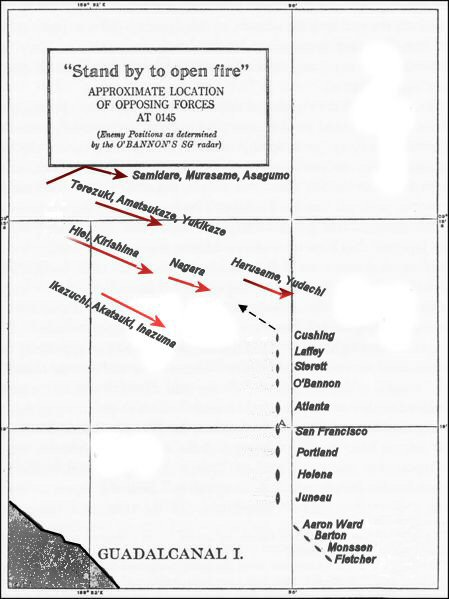
Положение кораблей японской и американской эскадр 01:45 13 ноября. Обе стороны открыли огонь в 01:48, так как ордеры смешались, то в дальнейшей свалке кораблей решение о целях командиры кораблей принимали самостоятельно.

В 01:48 «Акацуки» и «Хиэй» направили большие прожектора и осветили «Атланту» на расстоянии 3000 ярдов (2,7 км), что является дистанцией стрельбы прямой наводкой для больших калибров корабельной артиллерии. Отдельные корабли с обеих сторон спонтанно открыли огонь. Осознав, что японские корабли окружили американский строй, Каллаган приказал, «Чётные корабли стреляют по штирборту, нечётные — по бакборту.» Большая часть оставшихся американских кораблей открыла огонь, хотя некоторым из них для выполнения приказа Каллагана пришлось сменить цели. Так как суда обоих эскадр смешались, они стали вести бой друг с другом в крайне запутанной и хаотичной свалке на коротких дистанциях. Впоследствии офицер эсминца «Монссен» назвал этот бой «дракой в баре, где выключили свет».
Как минимум шесть американских кораблей, включая «Лэффи», «О’Баннон», «Атланту», «Сан-Франциско», «Портленд» и «Хелену», открыли огонь по «Акацуки», который привлёк внимание к себе включенным прожектором. «Акацуки» получил несколько попаданий, взорвался и затонул за несколько минут.
Возможно из-за того, что «Атланта» была первым крейсером в американском ордере, она стала целью артиллерии и торпед нескольких японских кораблей, вероятно в том числе «Нагара», «Инадзума» и «Икадзути», кроме «Акацуки». Артиллерийский огонь нанёс «Атланте» тяжёлые повреждения, а торпеда попала в машинное отделение. «Атланта» дрейфовала на линии огня «Сан-Франциско», который случайно стрелял по «Атланте», причинив даже больший ущерб, чем японцы и убив адмирала Скотта и многих членов экипажа.
Обесточенная «Атланта», потерявшая ход и возможность вести огонь, дрейфовала без контроля и вышла из сражения вблизи японских кораблей. Первый в американском ордере эсминец «Кашинг» также попал под перекрёстный огонь нескольких японских эсминцев и, возможно, «Нагары». Он также получил тяжёлые повреждения и впоследствии был оставлен экипажем.
Огромный «Хиэй» с девятью включёнными прожекторами шёл по курсу прямо на американские корабли и стал целью орудийного огня от многих американских кораблей. «Лэффи» прошёл в 20 футах (6,1 м) от «Хиэй» так, что они едва не столкнулись. «Хиэй» не мог использовать свою артиллерию против «Лэффи» из-за своего более высокого борта, но «Лэффи» смог снести башню «Хиэй» с 5-дюймовой (130 мм) артиллерией и пулемётами, нанеся тяжёлый ущерб надстройке «Хиэй» и капитанскому мостику, ранив адмирала Абэ, и убив его начальника штаба. Адмирал Абэ был с этого момента ограничен в возможности управлять своими кораблями до завершения сражения. Стеретт и О’Баннон также отправили несколько залпов по надстройке «Хиэй» с близкого расстояния, и, возможно, одну или две торпеды, причинив «Хиэй» ещё больший ущерб до того, как оба эсминца скрылись в темноте.

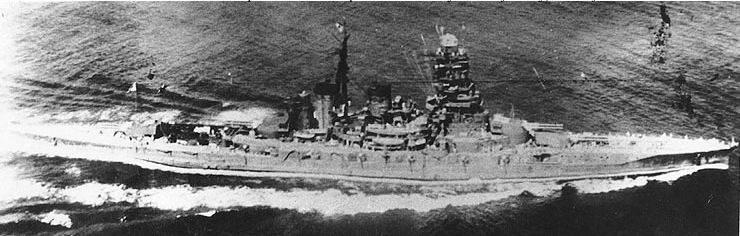
Хиэй в 1942 году

Не имея возможности стрелять из орудий больших калибров по трём миноносцам, доставившим так много неприятностей, «Хиэй» сосредоточил огонь на «Сан-Франциско», который шёл в 2500 ярдах (2,3 км) от него. Наряду с «Кирисима», «Инадзума» и «Икадзути» выстрелы ещё четырёх кораблей попали в «Сан-Франциско», что привело к блокировке управления и гибели адмирала Каллагана, капитана Касина Янга, и большей части команды на мостике. Из-за того, что первые несколько залпов «Хиэй» и «Кирисима» произвели специальными осколочными снарядами, ущерб внутренним помещениям «Сан-Франциско» был меньше, что, возможно, спасло «Сан-Франциско» от немедленного затопления. Не дожидаясь боя корабль-на-корабль, команды обоих японских линкоров потратили несколько минут на перезарядку артиллерии бронебойными снарядами. Тем временем «Сан-Франциско», почти беспомощный, сумел немедленно уйти от предстоящей схватки. Тем не менее, как минимум один из снарядов «Сан-Франциско» попал в помещение привода рулевого управления «Хиэй», которое было затоплено водой; вода вывела из строя генераторы, и корабль потерял управление. «Хелена» последовала за «Сан-Франциско», чтобы защитить флагман от потенциальных атак.
Два американских эсминца встретили внезапную гибель. «Нагара» или эсминцы «Тэрудзуки» и «Юкикадзе» натолкнулись на дрейфующий «Кашинг» и обстреляли, уничтожив все его системы. Неспособная ответить огнём, команда «Кашинга» покинула корабль. «Кашинг» затонул несколькими часами позже. «Лэффи», удачно ушедший от столкновения с «Хиэй», встретился с «Асагумо», «Мурасамэ», «Самидарэ» и, возможно, «Тэрудзуки». Японские миноносцы обстреляли Лэффи из орудий, а затем попали в него торпедой, которая разворотила кораблю киль. Несколькими минутами позже огонь от пожаров, возникших в результате обстрела, добрался до артиллерийских погребов, и «Лэффи» взорвался и затонул.
«Портленд» после обстрела «Акацуки» получил попадание торпедой от «Инадзума» или «Икадзути», которое привело к серьёзным повреждениям в корме и привело к тому, что крейсер стал двигаться по кругу. После завершения первого круга, «Портленд» дал четыре залпа по «Хиэй», но в дальнейшем сражении участия практически не принимал.
«Юдати» и «Амацукадзэ» независимо попали в тыл пяти судам американского ордера. Две торпеды с «Амацукадзэ» попали в «Бартон», который мгновенно затонул. «Юдати» попал торпедой в «Джуно», повредив ему киль и выведя из строя большую часть систем. «Джуно» повернул на восток и медленно вышел с поля боя.
«Монссен» избежал судьбы «Бартона» и начал поиск своих целей. Он заметил «Асагумо», «Мурасамэ» и «Самидарэ», которые только что закончили расстреливать «Лэффи». Они подавили «Монссен» орудийным огнём, серьёзно его повредив и заставив команду покинуть корабль. «Монссен» затонул позднее.

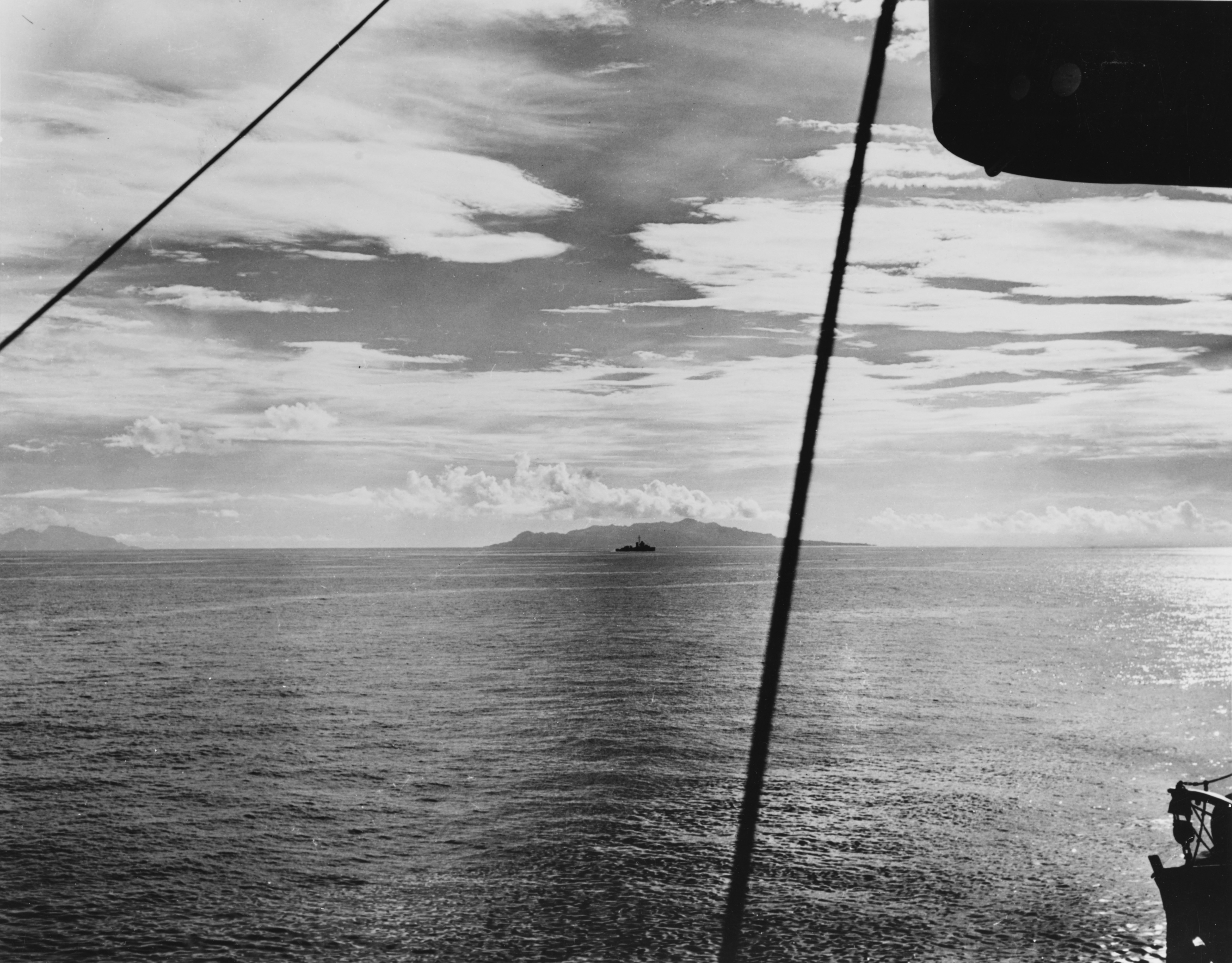
Пролив Железное дно. Большая часть сражения 13 ноября проходила между островами Саво (в центре) и Гуадалканал (слева).

«Амацукадзэ» приблизился к «Сан-Франциско» с намерением потопить тяжело повреждённый корабль. Однако, сконцентрировавшись на «Сан-Франциско», «Амацукадзэ» не заметил приближение «Хелены», которая дала залп всем бортом в «Амацукадзэ» с близкого расстояния и вывела эсминец из боя. Тяжело повреждённый «Амацукадзэ» ушёл под дымовой завесой, пока «Хелена» была отвлечена атакой «Агасумо», «Мурасамэ» и «Самидарэ».
«Аарон Вард» и «Стеретт», независимо искавшие свои цели, обнаружили «Юдати», который не подозревал о приближении обошедших его американских миноносцев. Оба американских корабля попали в «Юдати» одновременно орудийным огнём и торпедами, тяжело повредив миноносец и принудив команду покинуть корабль. Тем не менее, корабль сразу не затонул. Продолжая свой путь, «Стеретт» попал под огонь «Тэрудзуки», получил серьёзные повреждения и отошёл с поля боя на восток. «Аарон Вард» оказался один-на-один с «Кирисима», в дуэли с которым эсминец получил тяжёлые повреждения. Он также попытался уйти на восток, но не смог из-за серьёзных повреждений двигателей.
Роберт Леки, американский морской пехотинец, служивший на Гуадалканале, писал об этом бое:

Взлетали ужасные красные осветительные снаряды. Огромные трассёры вспыхивали в ночи оранжевыми дугами. … море выглядело как лист полированного обсидиана, на который были брошены корабли, обездвиженные посреди концентрических кругов, подобных волнам от камня, брошенного в грязь.
Оригинальный текст (англ.)The star shells rose, terrible and red. Giant tracers flashed across the night in orange arches. … the sea seemed a sheet of polished obsidian on which the warships seemed to have been dropped and were immobilized, centered amid concentric circles like shock waves that form around a stone dropped in mud.

Спустя около 40 минут после начала жестокого ближнего боя обе стороны потеряли контакт и прекратили огонь около 02:26 после того как Абэ и капитан Гилберт Гувер (капитан «Хелены» и старший американский офицер из выживших в бою) приказали своим эскадрам выйти из боя.
У адмирала Абэ остался один линкор («Кирисима»), один лёгкий крейсер («Нагара») и четыре миноносца («Асагумо», «Тэрудзуки», «Юкикадзэ» и «Харусамэ»), имеющие только небольшие повреждения, и четыре эсминца («Инадзума», «Икадзути», «Мурасамэ» и «Самидарэ») со средними повреждениями. У американской эскадры остался в строю один лёгкий крейсер («Хелена») и один эсминец («Флетчер»), которые ещё могли оказывать эффективное сопротивление. Однако Абэ скорее всего было непонятно, что путь для бомбардировки Хендерсон-Филд был открыт, что позволило бы обеспечить безопасную высадку десанта на Гуадалканале.
Тем не менее, в этот критический момент Абэ решил завершить миссию и покинуть поле боя. Есть несколько предположений относительно того, почему он принял такое решение. Значительная часть специальных боеприпасов для бомбардировки была потрачена во время сражения. Если бомбардировка не привела бы к уничтожению аэродрома, то его военные корабли были бы уязвимы для нападения с воздуха самолётов CAF на рассвете. Повреждения кораблей и смерть членов его штаба, возможно, также оказали влияние на решение Абэ. Возможно, он также не имел достоверной информации о том, сколько его и американских кораблей могли продолжать бой из-за проблем со связью с поврежденным флагманом «Хиэй». К тому же его собственные корабли были рассредоточены и их сбор для бомбардировки Хендерсон-Филд и атаки остатков американской эскадры занял бы некоторое время. Какой бы ни была причина, Абэ дал приказ к общему отступлению его боевых кораблей, несмотря на то, что «Юкикадзэ» и «Терудзуки» остались, чтобы оказать помощь «Хиэй». «Самидарэ» принял спасшихся с «Юдати» в 03:00, после чего догнал остальные отступившие к северу японские корабли.

### После боя

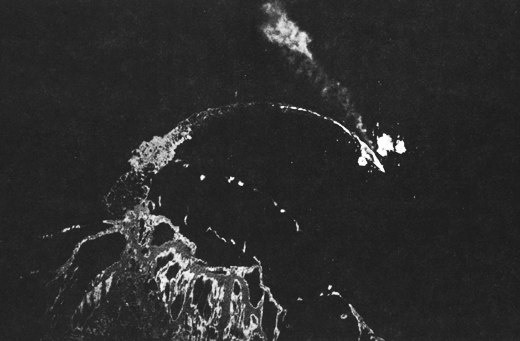
Хиэй подвергается высотной бомбардировке бомбардировщиков B-17 к северу от острова Саво, 13 ноября 1942 года. Виден след топлива, вытекающего из поврежденного корабля.

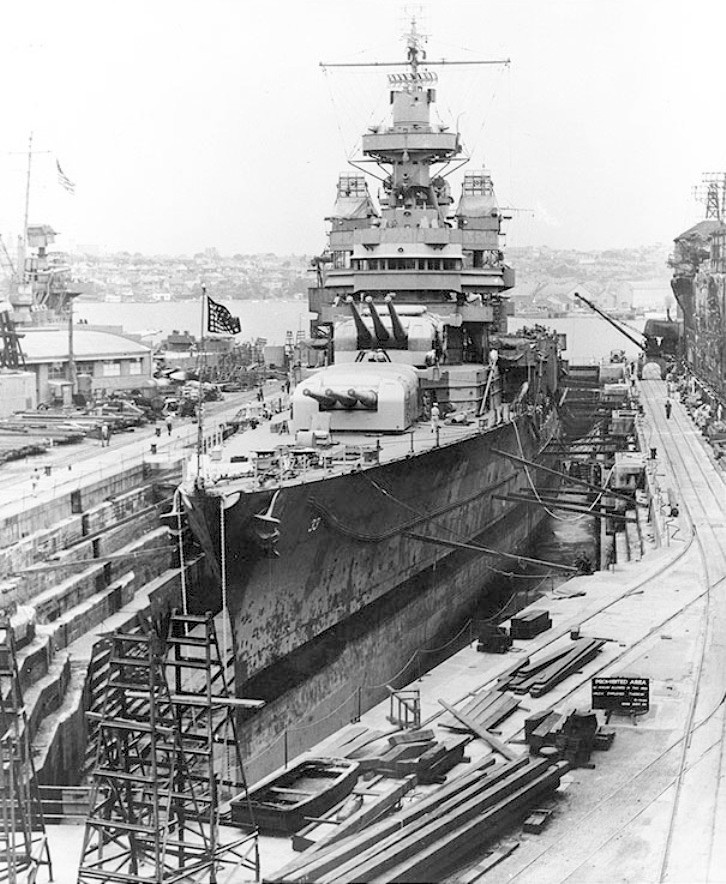
Портленд, прибывший на ремонт в док в Сидней, Австралия, через месяц после боя

В 03:00 13 ноября адмирал Ямамото отложил запланированную высадку с транспортов, которые вернулись на Шортлендские острова ожидать новых приказов. На рассвете американцы обнаружили три повреждённых японских корабля (Хиэй, Юдати и Амацукадзэ) и три поврежденных американских корабля (Портленд, Атланта и Аарон Вард) недалеко от острова Саво. Амацукадзэ был атакован американскими пикировщиками, но смог избежать дальнейших повреждений и отправился на Трук на ремонт и вернулся в строй несколькими месяцами позже. Корпус покинутого Юдати был затоплен Портлендом, чья артиллерия все ещё могла действовать несмотря на тяжёлые повреждения судна.
Буксир Боболинк весь день 13 ноября прочёсывал воды пролива Железное дно, помогая повреждённым американским кораблям, спасая американских моряков из воды и, по сообщениям, расстреливая плавающих японских моряков.
Хиэй был несколько раз атакован торпедоносцами TBF Avenger с Хендерсон-Филд, пикировщиками TBF и SBD Dauntless с Энтерпрайз, который вышел из Нумеа 11 ноября, и бомбардировщиками B-17 Flying Fortress ВВС США из 11-й группы тяжёлых бомбардировщиков из Эспириту-Санто. Абэ и его штаб перешли на Юкикадзэ в 08:15. Кирисима получил приказ от Абэ взять Хиэй на буксир, под эскортом Нагара и его эсминцев, но от этого решения отказались под угрозой атаки подводной лодки и положение Хиэй ухудшилось. После того, как воздушные атаки возобновились, Хиэй затонул (возможно, затоплен собственной командой) к северо-западу от острова Саво поздно вечером 13 ноября.
Портленд, Сан-Франциско, Аарон Вард, Стеретт и О’Баннон были отправлены на ремонт в тыловые порты. Атланта затонула у Гуадалканала в 20:00 13 ноября. Сан-Франциско, Хелена, Стеретт и О’Баннон ушли с Соломоновых островов в этот же день позднее, Джуно был практически уничтожен от попадания одной из торпед японской подводной лодки I-26. Из экипажа крейсера в 697 человек при его затоплении спаслось более 100, они провели в открытом океане 8 дней, пока не прибыли спасательные самолёты, которые подобрали только десять человек, остальные за это время погибли от травм и акул. Среди погибших были пять братьев Салливан.
Из-за сложного и запутанного хода боя американцы полагали, что они потопили как минимум семь японских кораблей. Кроме того, отступление японской эскадры дало американцам повод считать, что они одержали убедительную победу. Только после войны, когда американцы изучили японские документы, результат боя стал рассматриваться как сокрушительное тактическое поражение.
Тем не менее, большинство историков согласны, что решение Абэ отступить превратило это тактическое поражение в стратегическую победу, так как аэродром Хендерсон-Филд не был обстрелян и его авиация могла атаковать медленные японские транспорты при приближении к Гуадалканалу с их драгоценным грузом. Кроме того, японцы потеряли возможность выбить флот Союзников из региона, ведь даже для сравнительно богатых ресурсами США понадобилось бы некоторое время, чтобы оправиться. По сообщениям взбешенный адмирал Ямамото отстранил Абэ от командования и позже отправил его в отставку. Однако это может быть связано с тем, что Ямамото, был более сердит из-за потери одного из его линейных кораблей (Хиэй), чем из-за отказа от миссии снабжения и окончательного уничтожения сил США на Соломоновых островах. Незадолго до наступления ночи Ямамото приказал вице-адмиралу Нобутакэ Кондо, командующему 2-м флотом на Труке, сформировать новое соединение для бомбардировки Хендерсон-Филд вокруг линкора Кирисима и провести бомбардировку в ночь с 14 по 15 ноября.
Включая затонувший Джуно, общие потери США в бою составили 1439 погибшими. Японские потери оцениваются от 550 до 800 погибших. Анализируя этот бой, историк Ричард Б. Фрэнк пишет:

Это сражение не имеет равных по ярости, степени сближения противников и запутанности схватки за все время войны. И все же результат не был однозначным. Самопожертвование Каллагана и его соединения купило для Хендерсон-Филд отсрочку в одну ночь. Оно отложило, но не остановило высадку главных японских подкреплений, да и большая часть Объединённого (японского) флота ещё не сказала своего слова.
Оригинальный текст (англ.)This action stands without peer for furious, close-range, and confused fighting during the war. But the result was not decisive. The self-sacrifice of Callaghan and his task force had purchased one night's respite for Henderson Field. It had postponed, not stopped, the landing of major Japanese reinforcements, nor had the greater portion of the (Japanese) Combined Fleet yet been heard from".

## Другие боевые столкновения 13—14 ноября

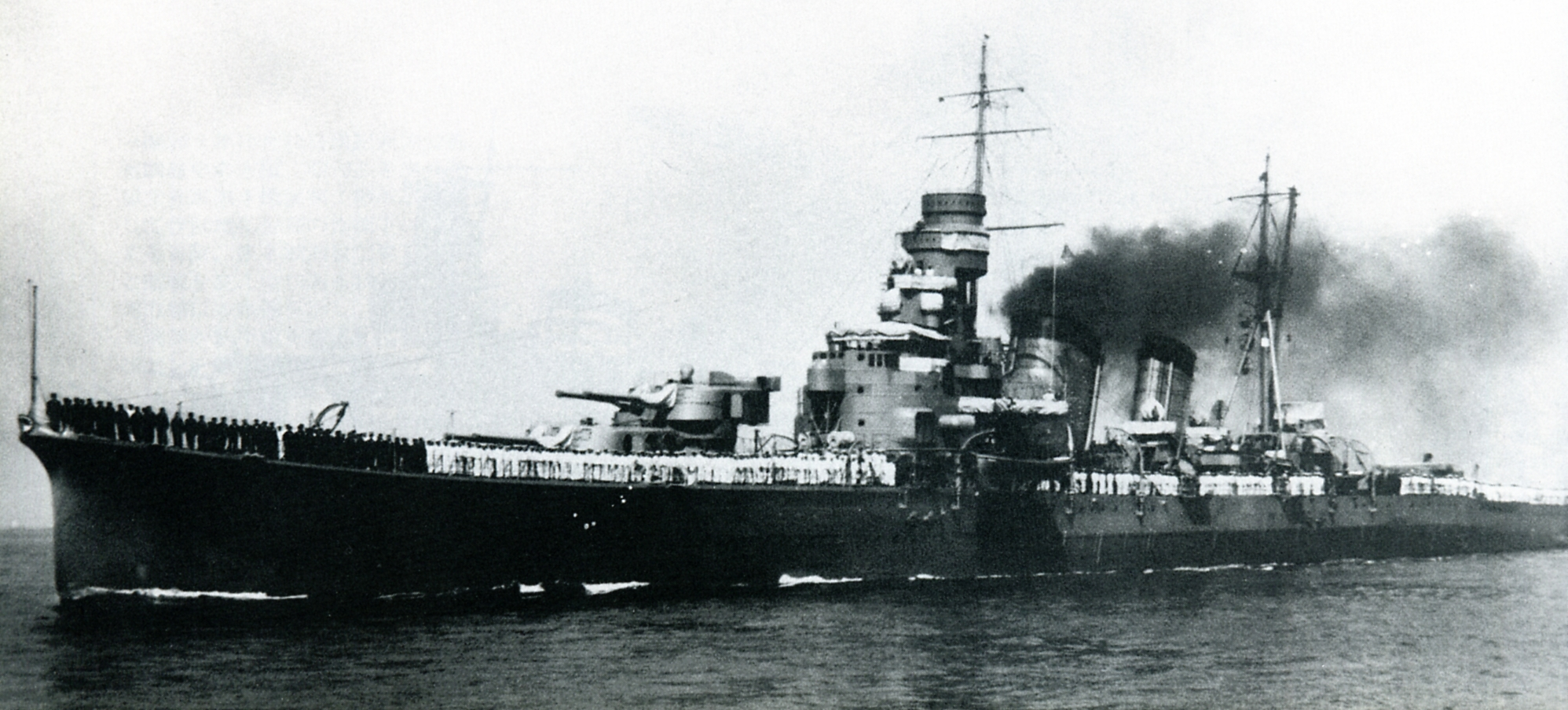
Японский тяжёлый крейсер Кинугаса

Несмотря на то, что доставка подкрепления в Гуадалканал была отложена, японское командование всё же приняло решение довести задуманную операцию до конца, но на день позже, чем первоначально планировалось. После полудня 13 ноября Танака и 11 транспортов возобновили движение по направлению к Гуадалканалу. Японская эскадра из крейсеров и эсминцев от 8-го Флота, базировавшегося по большей части в Рабауле и первоначально предназначенная для прикрытия разгрузки транспортов вечером 13 ноября, получила задачу, которую соединение Абэ провалило — осуществление бомбардировки Хендерсон-Филд. Линкор Кирисима и корабли его сопровождения, после отказа от попытки операции по спасению Хиэй, утром 13 ноября направились на север между островами Санта-Исабель и Малаита на соединение со 2-м Флотом Кондо, вышедшим с Трука на бомбардировку Гуадалканала.
8-м Флотом командовал вице-адмирал Гунъити Микава, и в его состав входили тяжёлые крейсеры Тёкай, Кинугаса, Мая и Судзуя, лёгкие крейсеры Исудзу и Тэнрю и шесть эсминцев. Корабли Микавы смогли пройти в воды Гуадалканала незамеченными, так как американские артиллерийские корабли были отведены от острова. Судзуя и Мая под командованием Сёдзи Нисимура провели бомбардировку Хендерсон-Филд, в то время как оставшаяся часть эскадры Микавы огибала остров Саво для того, чтобы защититься от возможного нападения американского флота (которого не последовало). 35-минутная бомбардировка причинила некоторый ущерб некоторым самолётам и инфраструктуре аэродрома, но не вывела его из строя. Крейсера закончили бомбардировку в 02:30 14 ноября и ушли в Рабаул курсом южнее островов Нью-Джорджия.

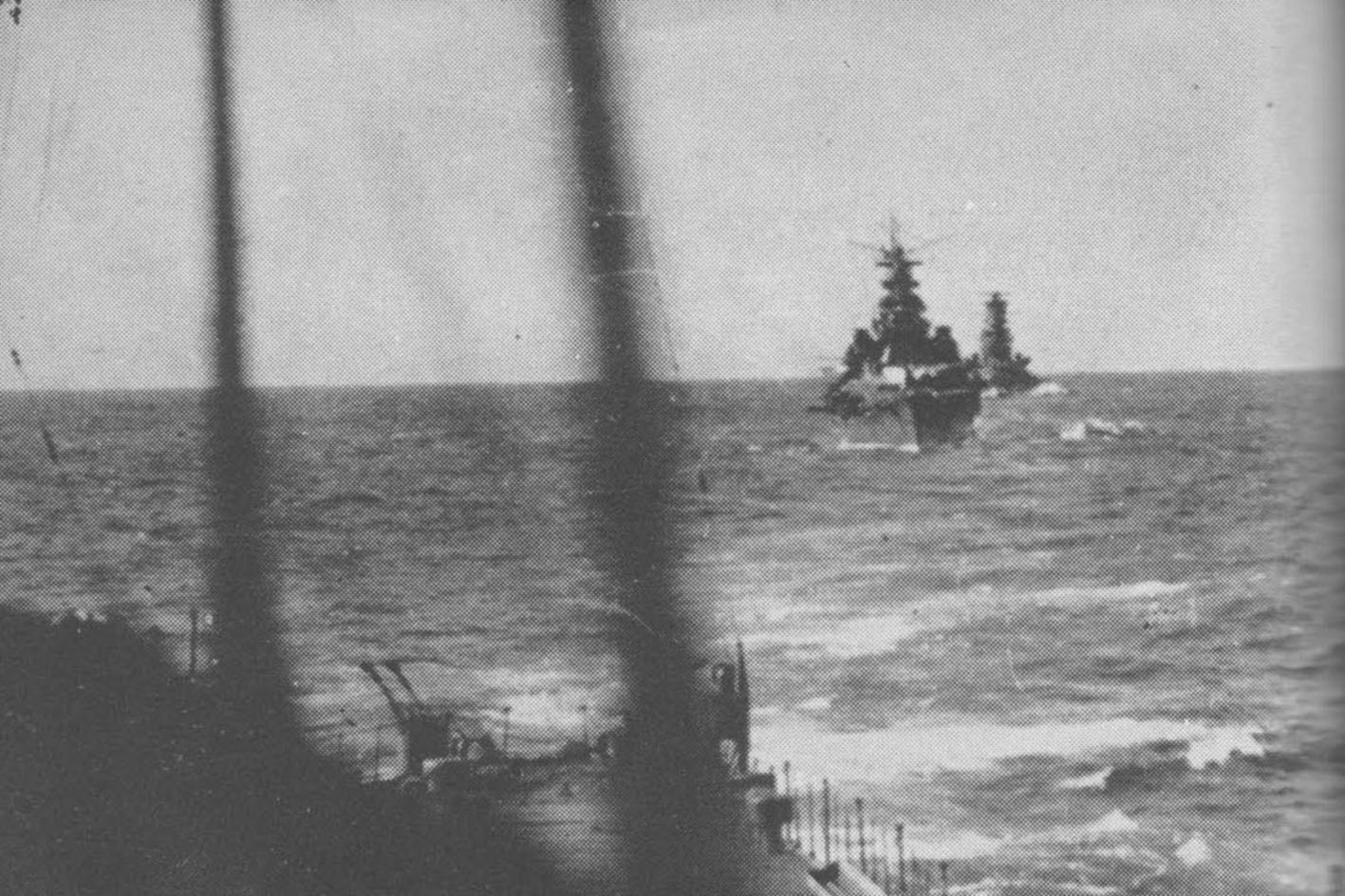
Эскадра Кондо движется на бомбардировку к Гуадалканалу днём 14 ноября. Фотография сделана с тяжёлого крейсера Атаго, за ним идёт однотипный тяжёлый крейсер Такао, линейный корабль Кирисима замыкающим.

На рассвете авиация Хендерсон-Филд, Эспириту-Санто и Энтерпрайза, который находился в 200 милях (370 км) к югу от Гуадалканала, начала атаковать сначала эскадру Микавы, которая ушла уже далеко от Гуадалканала, а затем и транспорты, шедшие по направлению к Гуадалканалу. Атаки американскими самолётами сил Микавы привели к затоплению тяжёлого крейсера Кинугаса, при котором погибло 511 членов экипажа, и повреждению тяжёлого крейсера Мая, которому пришлось уйти в Японию на ремонт. Неоднократные воздушные атаки транспортной группы уничтожили японскую истребительную авиацию сопровождения, затопили шесть транспортов и вынудили ещё один вернуться назад с тяжелыми повреждениями (он позднее затонул). Спасшихся с транспортов приняли на борт эсминцы сопровождения конвоя и вернулись к Шортлендским островам. В итоге 450 японских солдат погибли.
Остальные четыре транспорта и четыре эсминца продолжили движение к Гуадалканалу после наступления сумерек 14 ноября, но остановились к западу от Гуадалканала, чтобы подождать окончания операции военных кораблей (см. ниже), продолжив движение позднее.
Эскадра Кондо собралась в назначенной точке у Онтонг-Джава вечером 13 ноября, затем изменила курс и заправилась вне зоны досягаемости самолётов с Хендерсон-Филд утром 14 ноября. Американская подводная лодка Траут преследовала корабли, но не смогла атаковать Кирисиму во время заправки. Бомбардировочная эскадра направилась к югу и попала под воздушные атаки днём 14 ноября, во время которых её обнаружила подводная лодка Флаинг Фиш, которая безуспешно выпустила 5 торпед, но сообщила о контакте по радио.

## Второй морской бой у Гуадалканала, 14—15 ноября

### Предшествующие события

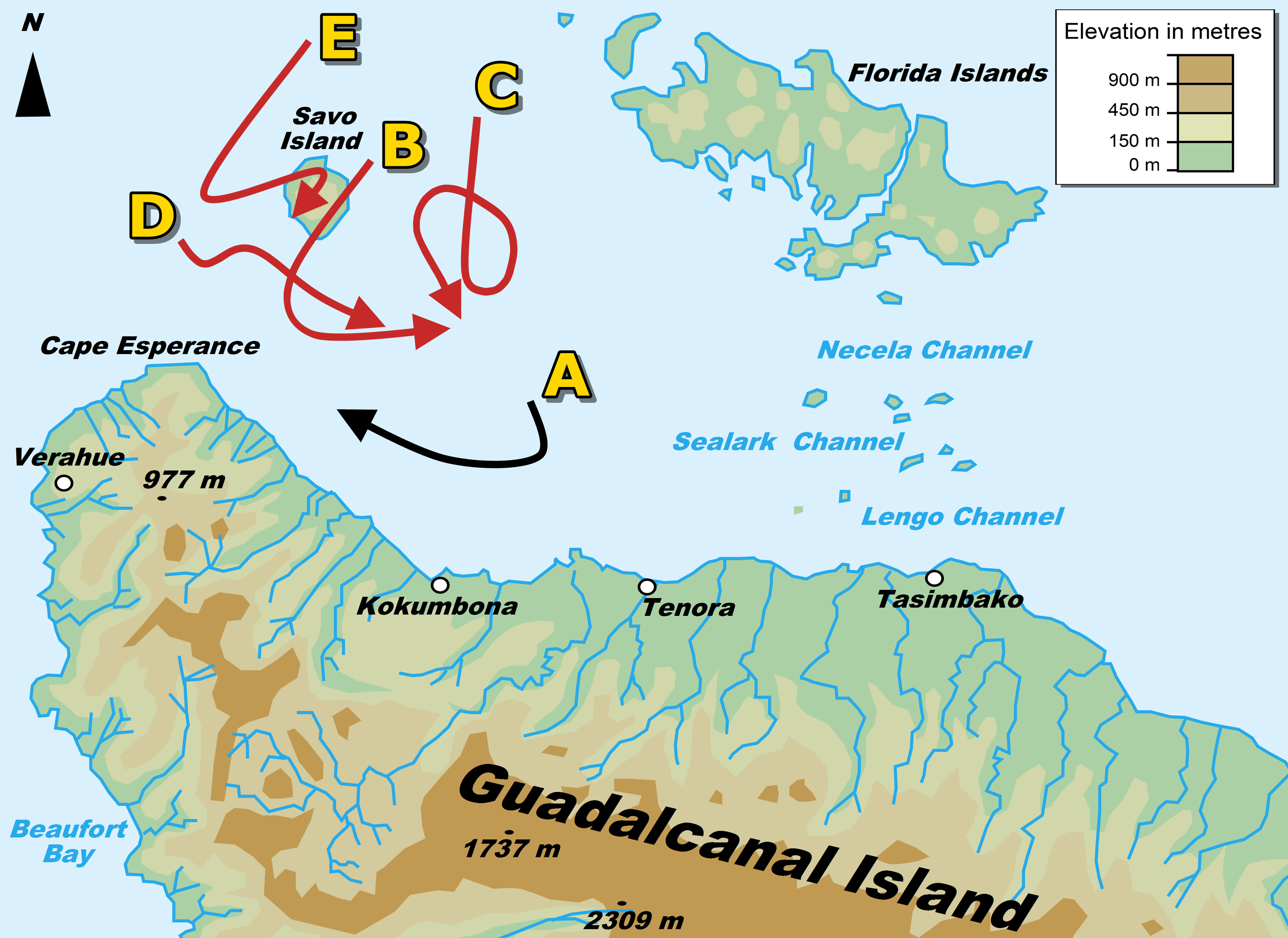
Первая фаза боя, 23:17-23:30 14 ноября. Красной линией отмечено движение японских сил, чёрной — американских.

Эскадра Кондо подошла к Гуадалканалу через пролив Индиспенсибл около полуночи 14 ноября, и тонкая растущая луна обеспечивала видимость на расстоянии 3,8 миль (7 км). В состав эскадры вошли линкор Кирисима, тяжёлые крейсера Атаго и Такао, лёгкие крейсера Нагара и Сэндай, а также девять миноносцев, некоторые из миноносцев ранее принимали участие в первом бою (вместе с Кирисимой и Нагарой) двумя днями ранее. Флагманом Кондо выбрал крейсер Атаго.
Перейдя на неповреждённые корабли, адмирал Уильям Хэлси выделил новые линкоры Вашингтон и Саут Дакота и четыре эсминца из группы эскорта Энтерпрайза в Task Force 64 под командованием адмирала Уиллиса Ли для защиты Гуадалканала и аэродрома Хендерсон-Филд. Это был случайный выбор; линкоры не производили совместных операций в прошедшие дни, а эсминцы были подобраны из разных соединений лишь по тому принципу, что у них на борту было больше топлива. Американские корабли прибыли в пролив Железное дно вечером 14 ноября и начали патрулировать воды вокруг острова Саво. В американском ордере впереди шли четыре эсминца, за ними Вашингтон, замыкал ордер Саут Дакота. В 22:55 14 ноября радары на Саут Дакоте и Вашингтоне обнаружили подходящие корабли Кондо около острова Саво в 20 000 ярдах (18 000 м).

### Ход боя
Кондо разделил свою эскадру на несколько групп, одна группа под командованием Синтаро Хасимото, включающая Сэндай и эсминцы Сикинами и Уранами («C» на картах), была отправлена патрулировать на восток от острова Саво, эсминец Аянами («B» на картах) — патрулировать против часовой стрелки вокруг юго-западной стороны острова Саво, чтобы разведать присутствие кораблей Союзников. Японские корабли заметили соединение Ли около 23:00, однако Кондо ошибся, идентифицировав линкоры как крейсера. Кондо приказал группе Сэндай, Нагара и четырём эсминцам («D» на картах) встретить и уничтожить американские корабли до того, как подойдут для бомбардировки Кирисима и тяжёлые крейсера («E» на картах) в пролив Железное дно. Американские корабли («A» на картах) обнаружили группу Сэндай на радаре, но не обнаружили другие группы японских кораблей. Используя прицеливание по радару, два американских линкора открыли огонь по группе Сэндай в 23:17. Адмирал Ли приказал прекратить огонь через пять минут после того, как северная группа стала уходить из видимости радара. Тем не менее, Сэндай, Уранами и Сикинами не получили повреждений и, развернувшись, стали уходить из опасной зоны.

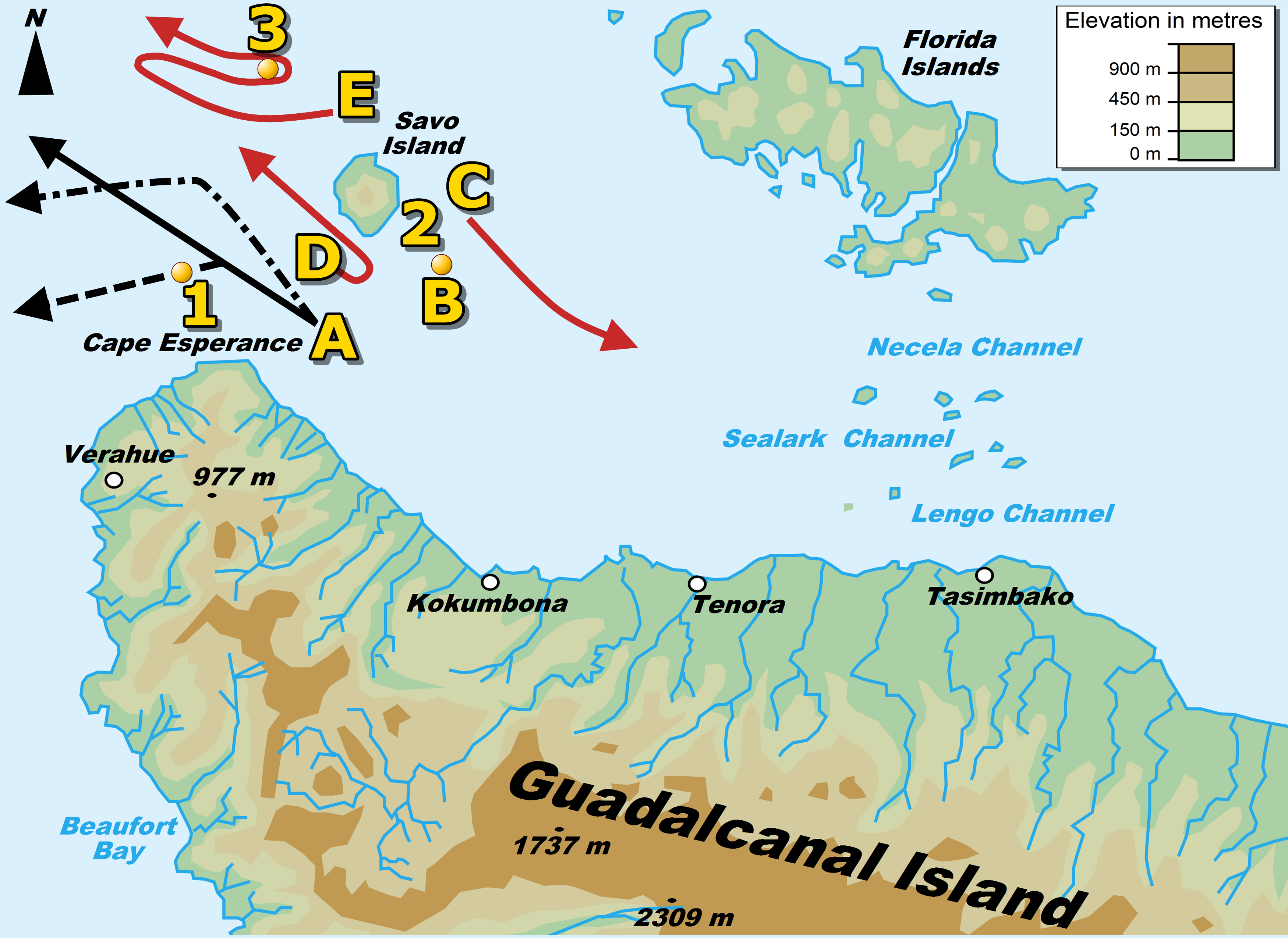
Вторая фаза сражения, 23:30-02:00. Красной линией отмечены перемещения японских кораблей, чёрной — американских. Жёлтые точки показывают места, где были затоплены корабли.

В это время четыре эсминца американского авангарда начали контакт с Аянами и группой Нагара в 23:22. Нагара и эсминцы эскорта ответили точным орудийным огнём и торпедами, и эсминцы Уолк и Престон получили попадания и затонули в течение 10 минут. Эскадренный миноносец Бенхэм получил попадание торпедой и вышел из боя (он затонул на следующий день), а эсминец Гвин получил попадание в машинное отделение и был охвачен огнём. Тем не менее, американские эсминцы выполнили свою задачу защитить линкоры, приняв на себя все залпы первого контакта, хотя и дорогой ценой. Ли приказал отступить Бенхэму и Гвину в 23:48.
Вашингтон прошёл рядом с повреждёнными и тонущими американскими миноносцами, ведя огонь по Аянами, который охватил пожар. За ним следовала Саут Дакота, на которой внезапно произошла серия отказов электрики из-за сотрясений от собственного огня, обесточенными оказались радары, радиосвязь и орудийные батареи. Понадобилось несколько минут для возобновления подачи электроэнергии в полном объёме. Тем не менее, линкор продолжил следовать за Вашингтоном к западу от острова Саво до 23:35, когда Вашингтон повернул налево, чтобы пройти южнее горящих эсминцев. Саут Дакота попыталась следовать за ним, но вынуждена была отвернуть вправо, чтобы обойти Бенхэм, так как её силуэт на фоне горящих эсминцев стал бы лёгкой добычей для японцев.
Получив сообщения об уничтожении американских эсминцев с Аянами и других кораблей, Кондо приказал группе бомбардировки двигаться по направлению к Гуадалканалу, полагая, что американские корабли были разбиты. Его соединение и оба американских линкора двигались навстречу друг другу.
Почти слепая и не способная вести артиллерийский огонь Саут Дакота была освещена прожекторами и стала целью орудийного огня и торпед большей части кораблей японской эскадры, в том числе Кирисимы с 00:00 15 ноября. Кроме того, что в линкор попало несколько снарядов с Кирисимы, Саут Дакота получила 25 попаданий снарядов среднего и одно крупного калибра, некоторые из которых не взорвались, но полностью нарушили его коммуникации и оставшееся управление орудийным огнём, вызвали локальные пожары на верхних палубах, и вынудили линкор стремиться уйти как можно дальше от контакта. Все японские торпеды прошли мимо. Адмирал Ли позднее описал эффект от артиллерийских попаданий в Саут Дакоту так: «сделало один из наших лучших линкоров глухим, немым, слепым и импотентом.» Потери в экипаже Саут Дакоты составили 39 человек убитыми и 59 раненными, и линкор вышел из боя в 00:17 без команды адмирала Ли, но под прожекторами Кондо.

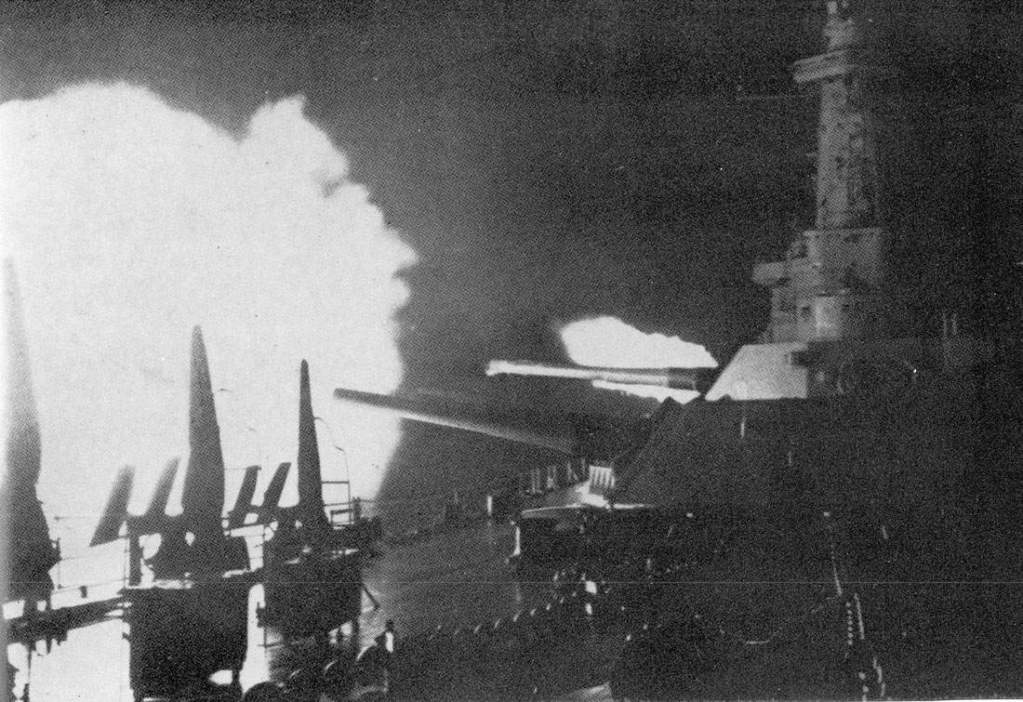
Вашингтон ведёт огонь по Кирисиме во время боя 15 ноября.

Пока японские корабли вели огонь по Саут Дакоте, они не заметили Вашингтон, подошедший на дистанцию 9000 ярдов (8,2 км). Вашингтон выбрал на радаре самую крупную цель (Кирисиму), но некоторое время медлил, опасаясь того, что это могла быть Саут Дакота. Вашингтон не видел перемещений Саут Дакоты, так как та находилась в слепой зоне радара Вашингтона и Ли не мог передать по радио свои координаты. Затем японцы осветили прожекторами и открыли огонь по Саут Дакоте, и все сомнения развеялись. С близкой дистанции Вашингтон открыл огонь и сразу попал в Кирисиму как минимум девятью снарядами главного калибра и сорока снарядами других калибров, нанеся тяжёлый урон и приведя к пожару. Кирисима получила пробоину ниже ватерлинии, а разбитый руль привел к тому, что линкор мог двигаться только по кругу.
В 00:25 Кондо приказал всем своим кораблям найти и уничтожить остатки американских кораблей. Однако японские корабли всё ещё не знали, где находится Вашингтон, а остальные американские корабли уже покинули поле боя. Вашингтон лёг на северо-западный курс к островам Расселл, чтобы увести японские силы от Гуадалканала и повреждённой Саут Дакоты. Японские корабли всё же заметили Вашингтон и выпустили несколько торпед, но умелое маневрирование капитана Вашингтона позволило избежать их попаданий и не сесть на мель. В дальнейшем, считая, что путь для транспортного конвоя на Гуадалканал был расчищен (но, очевидно, игнорируя опасность воздушных атак утром), Кондо приказал оставшимся кораблям прекратить контакт и выйти из зоны сражения в 01:04, большая часть капитанов кораблей выполнило приказ к 01:30.

### После боя
Кирисима и Аянами оба были покинуты экипажами и затонули около 03:25 15 ноября. Уранами собирал спасшихся с Аянами, а миноносцы Асагумо, Тэрудзуки и Самидарэ спасали экипаж Кирисимы. В бою погибли 242 американских и 249 японских моряков. Этот сражение было одним из двух сражений линкоров друг с другом на Тихоокеанском театре Второй мировой войны, ещё одно такое сражение произошло проливе Суригао во время сражения в заливе Лейте.

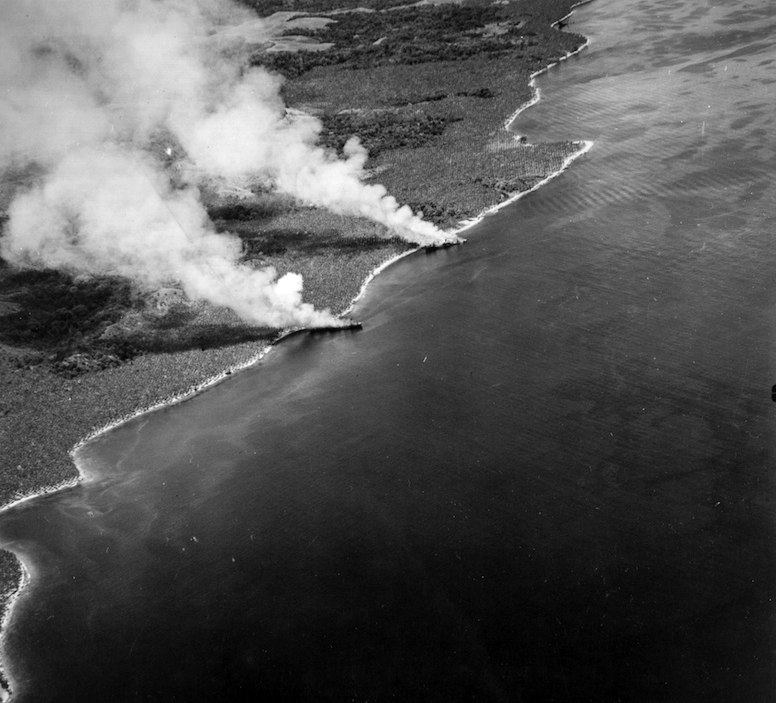
Два японских транспорта на берегу Гуадалканала в огне 15 ноября 1942 года

Четыре японских транспорта были выброшены на берег у Тассафаронга на Гуадалканале в 04:00 15 ноября, а Танака и эсминцы эскорта вернулись через пролив Слот в безопасные воды. Начиная с 05:55 транспорты были атакованы самолётами с Хендерсон-Филд и других баз, а также артиллерией армии на Гуадалканале. Позже прибыл эсминец Мид, который обстрелял выброшенные на берег суда и близлежащую территорию. Эти атаки вызвали пожары и уничтожили всё вооружение, которое японцы не успели быстро разгрузить. Только 2000—3000 солдат смогли достигнуть Гуадалканала, при этом большая часть вооружений и продовольствия была утрачена.
Реакция Ямамото на провал Кондо миссии по нейтрализации Хендерсон-Филд и обеспечению безопасной высадки войск и снабжения была мягче, чем на предыдущую неудачу Абэ, что возможно связано с политикой и культурой Императорского флота. Кондо, который занимал должность второго командира в Объединённом флоте, входил в состав высшего командования и «клику» сторонников линкоров, в то время как Абэ был специалистом по эскадренным миноносцам. Адмирал Кондо не получил взысканий или понижен в должности, но вместо этого был направлен командовать одним из самых больших соединений кораблей, базировавшимся на Труке.

## Значение сражения
Провал операции на Гуадалканале привёл к тому, что большая часть войск и снаряжения, доставлявшаяся конвоем, не попала на остров, и задача захвата аэродрома Хендерсон-Филд значительно усложнилась. С этого момента японский флот смог только доставлять небольшие подкрепления и продовольствие на Гуадалканал. В связи с угрозой авиации аэродрома Хендерсон-Филд и находящихся поблизости американских авианосцев японцы вынуждены были продолжить применять тактику Токийского экспресса для доставки подкреплений на Гуадалканал.
Однако этих подкреплений и снабжения не было достаточно, чтобы японцы могли укрепить присутствие на острове, и с 7 декабря 1942 они теряли около 50 человек ежедневно от недоедания, болезней и под бомбардировками и артиллерийскими обстрелами. 12 декабря командование Японского Флота предложило оставить Гуадалканал. Несмотря на первоначальные возражения со стороны армейского командования, которое всё ещё надеялось, что Гуадалканал может быть отбит у Союзников, Генеральный штаб Вооружённых сил Японии получил одобрение у Императора 31 декабря 1942 на эвакуацию всех японских сил с острова и создание новой линии обороны Соломоновых островов на Нью-Джорджии.

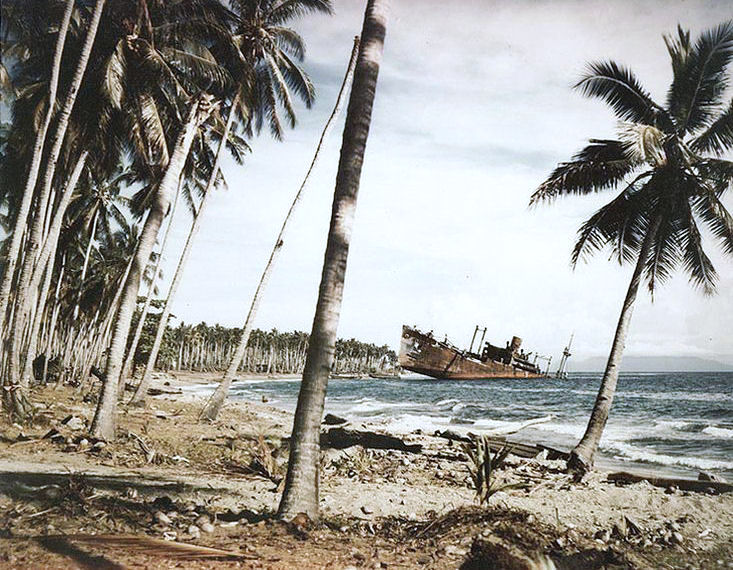
Один из четырёх японских транспортов, посаженных на мель и уничтоженных 15 ноября 1942 года, фотография сделана годом позже.

Таким образом, морское сражение за Гуадалканал стало последней крупной операцией, которой японцы попытались вернуть контроль за водами, окружающими Гуадалканал, и вернуть остров. В отличие от японцев флот США мог в будущем свободно доставлять подкрепления на Гуадалканал, включая две свежие дивизии в декабре 1942 года. Неспособность нейтрализовать Хендерсон-Филд сделала невозможным возвращение острова под японский контроль. Сопротивление японской армии на острове было прекращено 9 февраля 1943 года в результате успешной эвакуации большей части оставшихся японских войск с острова японским флотом в ходе Операции Ке. Закрепив свой успех на Гуадалканале, Союзники приблизили победу над Японией и окончание Второй мировой войны. Президент США Франклин Рузвельт после изучения результатов сражения отметил: «Мне кажется, что мы достигли поворотного пункта в этой войне».
Историк Эрик М. Хаммель подвёл итоги сражения следующим образом:

На 12 ноября 1942 года (Японский) Императорский флот имел лучшие корабли и лучшую тактику. После 15 ноября 1942 года он утратил лидерство и ощутил недостаток глубины стратегического планирования перед лицом укрепляющегося американского флота и его совершенствующимся оружием и тактикой. Японский флот после ноября 1942 года более не становился сильнее, напротив флот США укреплялся без остановки.
Оригинальный текст (англ.)On November 12, 1942, the (Japanese) Imperial Navy had the better ships and the better tactics. After November 15, 1942, its leaders lost heart and it lacked the strategic depth to face the burgeoning U.S. Navy and its vastly improving weapons and tactics. The Japanese never got better while, after November 1942, the U.S. Navy never stopped getting better.

Генерал Александер Вандегрифт, командующий сухопутными силами на Гуадалканале, отдал дань морякам, принявшим участие в сражении:

Мы полагаем, что враг несомненно потерпел сокрушительное поражение. Мы благодарны адмиралу Кинкейду за его помощь вчера. Мы благодарны Ли за его упорную работу ночью. Наша собственная авиация была непревзойдённой в неустанном преследовании врага. Мы благодарны всем им, но наше особое преклонение остается на долю Каллагана, Скотта и их соратников, которые с величайшей отвагой в, казалось бы, безнадежной битве отбили первую атаку врага и проложили путь для последовавших успехов. В их честь солдаты Кактуса снимают свои помятые каски с глубоким почтением.
Оригинальный текст (англ.)We believe the enemy has undoubtedly suffered a crushing defeat. We thank Admiral Kinkaid for his intervention yesterday. We thank Lee for his sturdy effort last night. Our own aircraft has been grand in its relentless hammering of the foe. All those efforts are appreciated but our greatest homage goes to Callaghan, Scott and their men who with magnificent courage against seemingly hopeless odds drove back the first hostile attack and paved the way for the success to follow. To them the men of Cactus lift their battered helmets in deepest admiration.

### На русском языке
- Кампании войны на Тихом океане. Материалы комиссии по изучению стратегических бомбардировок авиации Соединённых Штатов / Перевод с английского под ред. адмирала флота Советского Союза Исакова И.С.. — М.: Воениздат, 1956. — 558 с.
- Пол Стивен Далл. Боевой путь Императорского японского флота = A Battle History of the Imperial Japanese Navy, 1941—1945 / Перевод с английского А.Г. Больных. — Екатеринбург: Сфера, 1997. — 384 с. — (Морские битвы крупным планом).
- Самуэль Элиот Морисон. Американский ВМФ во Второй мировой войне. Борьба за Гуадалканал, август 1942 — февраль 1943 / Перевод с английского А.Г. Больных. — М.: АСТ, 2002. — Т. 5. — 544 с. — (Военно-историческая библиотека). — 5000 экз. — ISBN 5-17-014462-8.
- Тамеичи Хара. Одиссея самурая. Командир японского эсминца = Japanese Destroyer Captain / Пер.с англ.: И. Бунича. — СПб.: Облик, 1997.
- Морозов М. Э. Гуадалканал
- Шерман Ф. Война на Тихом океане. Авианосцы в бою
- Нимиц Ч. У., Поттер Э. Б. Война на море (1939—1945).

### На английском языке
- Raymond Calhoun. Tin Can Sailor: Life Aboard the USS Sterett, 1939–1945. — Annapolis, MD: Naval Institute Press, 2000. — 198 p. — ISBN 1-557-50228-5.
- Jack D. Coombe. Derailing the Tokyo Express. — Harrisburg, PA: Stackpole Books, 1991. — 162 p. — ISBN 0-811-73030-1.
- Andrieu D'Albas. Death of a Navy: Japanese Naval Action in World War II. — 2. — Old Greenwich, CT: Devin-Adair Pub, 1965. — 362 p. — ISBN 0-815-95302-X.
- Paul S. Dull. A Battle History of the Imperial Japanese Navy (1941—1945). — Annapolis, MD: Naval Institute Press, 2007. — 402 p. — ISBN 1-591-14219-9.
- David C. Evans. The Struggle for Guadalcanal // The Japanese Navy in World War II: in the words of former Japanese naval officers. — Annapolis, Md: Naval Institute Press, 1997. — P. 156—211. — ISBN 0-870-21316-4.
- Frank Richard B. Guadalcanal: The Definitive Account of the Landmark Battle. — 1. — New York, NY: Random House, 1990. — 800 p. — ISBN 0-394-58875-4.
- William Thomas Generous. Sweet Pea at War: A History of USS Portland (CA-33). — Lexington, KY: University Press of Kentucky, 2005. — 312 p. — ISBN 0-813-19121-1.
- James W. Grace. Naval Battle of Guadalcanal: Night Action, 13 November 1942. — Annapolis, MD: Naval Institute Press, 1999. — 234 p. — ISBN 1-557-50327-3.
- Eric Hammel. Carrier Clash: The Invasion of Guadalcanal and the Battle of the Eastern Solomons August 1942. — St. Paul, Mn: Zenith Imprint, 2004. — 392 p. — ISBN 0-760-32052-7.
- Eric Hammel. Guadalcanal: Decision at Sea — The Naval Battle of Guadalcanal, November 13–15, 1942. — 1. — New York, NY: Crown Publishers, 1988. — 480 p. — ISBN 0-517-56952-3.
- Tameichi Hara. Japanese Destroyer Captain. — Annapolis, Md: Naval Institute Press, 2001. — 310 p. — ISBN 1-591-14354-3.
- Stanley Coleman Jersey. Hell's Islands: The Untold Story of Guadalcanal. — 1. — College Station, TX: Texas A&M University Press, 2008. — 514 p. — ISBN 1-585-44616-5.
- C. W. Kilpatrick. The Naval Night Battles in the Solomons. — 1. — Pompano Beach, FL: Exposition Press of Florida, 1987. — 315 p. — ISBN 0-682-40333-4.
- Dan Kurzman. Left to Die: The Tragedy of the USS Juneau. — New York, NY: Simon & Schuster, 1995. — 352 p. — ISBN 0-671-74874-2.
- Eric Lacroix, Linton Wells. Japanese Cruisers of the Pacific War. — Annapolis, MD: Naval Institute Press, 1997. — 882 p. — ISBN 0-870-21311-3.
- John B. Lundstrom. First Team and the Guadalcanal Campaign: Naval Fighter Combat from August to November 1942. — Annapolis, Md: Naval Institute Press, 2005. — 626 p. — ISBN 1-59114-472-8.
- William L. McGee. The Solomons Campaigns, 1942—1943: From Guadalcanal to Bougainville: Pacific war turning point. — 1. — Tiburon, CA: BMC Publications, 2002. — Vol. 2. — 639 p. — (Amphibious Operations in the South Pacific in World War II). — ISBN 0-970-16787-3.
- Samuel Eliot Morison. The Naval Battle of Guadalcanal // The Struggle for Guadalcanal, August 1942 – February 1943. — Champaign, IL: University of Illinois Press, 2001. — Vol. 5. — P. 225—287. — 456 p. — (History of United States Naval Operations in World War II). — ISBN 0-252-06996-X.
- Robert Sinclair Parkin. Blood on the Sea: American Destroyers Lost in World War II. — Cambridge, MA: Da Capo Press, 2001. — 408 p. — ISBN 0-306-81069-7.
- Edward P. Stafford. The Big E: The Story of the USS Enterprise. — Annapolis, MD: Naval Institute Press, 2002. — 585 p. — ISBN 1-557-50998-0.